# Michael Denner
Michael Dennis Denner (Kopenhagen, 5. studenoga 1958.) danski je heavy metal gitarist. Najpoznatiji je kao gitarist sastava Mercyful Fate i King Diamond. Poznat je po svoj gitari Gibson Flying V.

## Životopis
Počeo je svirati gitaru 1969. kada je čuo Led Zeppelin. Kao uzore smatrao je Ulija Jona Rotha i Michaela Schenkera. Godine 1979. pridružio se punk sastavu Brats gdje su svirali Hank Shermann i King Diamond. Denner je napustio Brats te je osnovao sastav Danger Zone koji je objavio dva demoalbuma.
Godine 1981. Denner se pridružio sastavu Mercyful Fate. Kada se sastav raspao 1985., Denner se s Timijem Hansenom pridružio sastavu Kinga Diamonda. Napustio ga je nakon objavljena albuma Abigail. Zatim je Denner s Shermannom osnovao sastav Zoser Mez koji je objavio jedan album. 
Godine 1993. Denner se ponovno pridružio sastavu Mercyful Fate. Ponovno ga je napustio 1996. Godine 2000. pridružio se sastavu Force of Evil koji je objavio dva albuma. 
Trenutno svira sa samostalnim sastavom Denner's Inferno. Ima ženu i vlasnik je glazbene trgovine Beat-Bop u Kopenhagenu.

## Diskografija
Mercyful Fate
- Melissa (1983.)
- Don't Break the Oath (1984.)
- In the Shadows (1993.)
- Time (1994.)
- Into the Unknown (1996.)

King Diamond
- Fatal Portrait (1986.)
- Abigail (1987.)

Zoser Mez
- Vizier of Wasteland (1991.)

Force of Evil
- Force of Evil (2003.)
- Black Empire (2005.)

Brats
- 1980 (1980.)

Denner's Inferno
- In Amber (2019.)